# Ginstleden

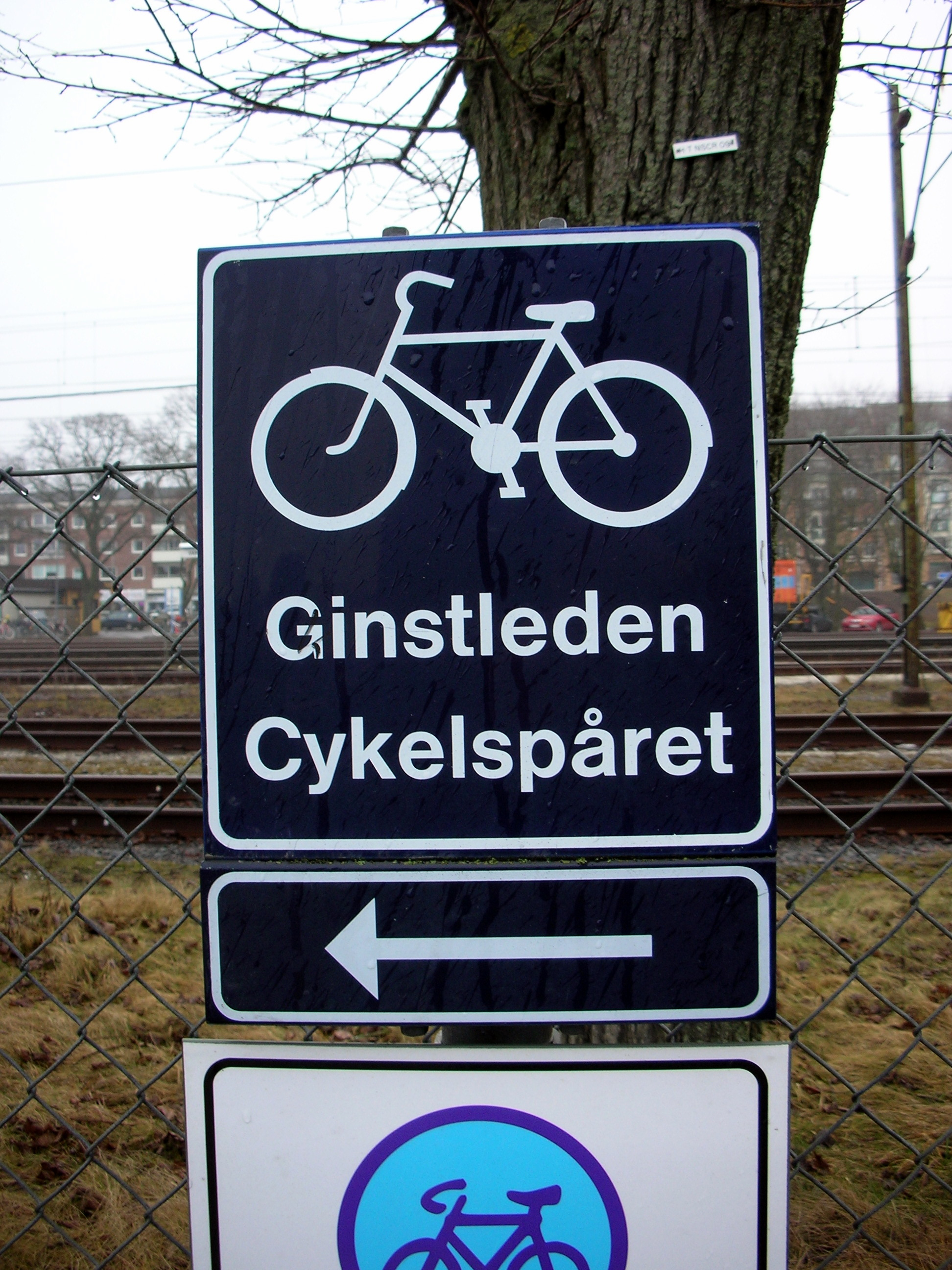
Skylt utmed Ginstleden.

Ginstleden är en tidigare, cirka 200 km lång kustnära cykelled genom Halland, från Hallandsåsen i söder till Kullavik i norr. Den fick sitt namn av Hallands landskapsblomma 'hårginst'. Sträckningen är numera del av Kattegattleden.
Leden, som passerade ett flertal av länets sevärdheter, gick längs vägar och cykelbanor och var väl skyltad. Parallellt med Ginstleden, i inlandet, löper Hallandsleden.